# Cerro Toloncha
El Toloncha es un volcán extinto en el Altiplano de la Cordillera Occidental Andina en el norte de Chile. Consiste en una cúpula central y tres coladas de lava. Posee una altitud de 4779 m y se ubica a 28 km al sudeste de la cuenca del Salar de Atacama. 
La zona de Toloncha consta de crestas anticlinales simétricas de tendencia N-S y una cresta orientada al oeste. Esta estructura se conoce como Cordón de Tujle, Cordón de Toloncha o Cordillera Toloncha-Socaire. El extinto volcán tiene una forma cónica, con base circular y perfil cóncavo liso y empinado que se clasifica como cono. Toloncha presenta diferentes corrientes de lava alrededor del edificio central y una cúpula. Macroscópicamente, se pueden distinguir andesitas basálticas porfiríticas, con fenocristales de plagioclasa, olivino, piroxeno y anfíbol, tobas y una matriz de brechas que corresponde al material del conducto central.